# Hoverlay
 (février 2023).
 (février 2023).
Hoverlay, stylisé hoverlay, est une plateforme dédiée à la création, l'hébergement, le partage, la gestion et la visualisation d'expériences immersives à l'aide d'expériences de réalité augmentée (RA).

## Histoire
Hoverlay a été cofondé par Nicolas Robbe et Milan Kovacev. Cette société, située dans le Massachusetts, a publié une application le 21 décembre 2018 sur Google Play et iOS. L'application comprend des expériences AR disponibles à tous et permet la publication de contenu de réalité augmentée ancré à un emplacement.

## Description
Hoverlay vise à « apporter la Réalité augmenté à tous ». Les utilisateurs peuvent modifier et publier des expériences immersives sur leurs propres chaînes, à l'aide du site web Hoverlay Spaces, et le public peut trouver et vivre ces expériences à l'aide de l'application Hoverlay. Les extensions prises en charge sont : les images (PNG, JPEG), les vidéos, y compris les vidéos à écran vert (MP4), les objets 3D (GLB/GLTF), les boutons d'appel à l'action (URL), l'audio spatial (MP3) et les images et vidéos 360 (PNG, JPEG, MP4).

## Canaux
Les utilisateurs publient leur contenu immersif sur une chaîne. Hoverlay cible les communautés locales (villes, parcs, attractions culturelles), les universités et les particuliers, qui peuvent utiliser leur plateforme.
L'université du Nord-Est aux États-Unis utilise sa chaîne pour placer du contenu sur les campus, y compris des hologrammes sur écran vert du président et des doyens des collèges pendant la semaine du début. Hoverlay est également utilisé pour introduire des médias immersifs dans les cours, y compris l'art, le journalisme et la narration, et pour augmenter le campus. Les étudiants du Berklee College of Music ont utilisé Hoverlay pour expérimenter sur le futur des vidéos musicales et des performances musicales interactives en direct à l'aide de médias immersifs. Les étudiants de Concord Academy ont créé une visite historique en réalité augmentée de leur campus, ouverte au public et aux parents, après avoir étudié l'histoire des bâtiments et de la ville. Cette augmentation offre un « voyage dans le passé » sous la forme d'une « visite historique du campus virtuel. »
Les pionniers de la réalité augmentée John Craig Freeman et Will Papenheimer ont présenté leur art dans des lieux publics et des galeries sur leur chaîne. Le parc Boston Rose Kennedy Greenway utilise Hoverlay depuis 2019 et a créé une exposition AR en plein air,. En octobre 2022, le Downtown Los Angeles Business Development District (DCBID) lance Grand Avenue augmentée, un déploiement de réalité augmentée avec 45 activations co-développé avec 25 partenaires.